# Masovno ubojstvo
Masovno ubojstvo označava ubijanja velikog broja ljudi (tri ili više), obično u kratkom razdoblju. Masovno ubojstva mogu počiniti pojedinci ili zločinačke organizacije.
Za razliku od serijskih ubojica seksualni motivi rijetko stoje iza tih zločina.
Masovno ubojstvo koje je počinila država označava namjerno ubojstvo velikog broja ljudi.
Primjeri su :
- otvaranje vatre na nenaoružane prosvjednike,
- masovno bombardiranje gradova
- masovna smaknuća

Najveća masovna ubojstva u povijesti bili su pokušaji istrebljenja ljudi, najčešće na osnovu njihove nacionalne pripadnosti ili vjeroispovjesti. Neki od tih masovnih ubojstava proglašeni su genocidom, neki zločinom protiv čovječnosti.